# زولتسفلد (بادن-وورتمبرگ)
زولتسفلد (به آلمانی: Sulzfeld) یک شهر در آلمان است که در کارلسروهه واقع شده‌است. زولتسفلد ۴٬۶۶۱ نفر جمعیت دارد.